# VII Гран-прі Південної Африки 1960
7-е Гран-прі Південної Африки — автоперегони, які проводились за правилами Формули-Libre та пройшли 27 грудня 1960 року в Іст-Лондоні. Гонка тривала 80 кіл і переможцем став британський гонщик Стірлінг Мосс, який здобув поул-позишн та домінував в гонці. Йо Бонніер фінішував другим і також встановив найшвидше коло гонки. Чемпіон Формули-1 1960 року, Джек Бребем, фінішував на третьому місці.
Ця гонка була другою з двох Гран-прі Південної Африки в 1960 році і попереднє 6-е Гран-прі Південної Африки відбулося 1 січня 1960 року.

## Результати
| Поз.     | Пілот               | Конструктор       | Кола | Час/Схід    |
| -------- | ------------------- | ----------------- | ---- | ----------- |
| 1        | Стірлінг Мосс       | Porsche           | 80   | 2:11:02     |
| 2        | Йо Бонніер          | Porsche           | 80   | +14         |
| 3        | Джек Бребем         | Cooper-Climax     | 79   | +1 коло     |
| 4        | Сід ван дер Вивер   | Lotus-Alfa Romeo  | 78   | +2 кола     |
| 5        | Вольфганг Зайдель   | Cooper-Climax     | 77   | +3 кола     |
| 6        | Брюс Джонстон       | Cooper-Alfa Romeo | 76   | +4 кола     |
| 7        | Дік Гібсон          | Cooper-Climax     | 75   | +5 кіл      |
| 8        | Дейв Райт           | Cooper-Climax     | 75   | +5 кіл      |
| 9        | Даґ Серрур'є        | Cooper-Alfa Romeo | 74   | +6 кіл      |
| 10       | Гельмут Менцлер     | Lotus-Borgward    | 73   | +7 кіл      |
| 11       | Сем Тінгл           | Connaught         | 72   | +8 кіл      |
| 12       | Джон Геннінг        | Austin-Jaguar     | 72   | +8 кіл      |
| 13       | Деві Ґоус           | Porsche           | 71   | +9 кіл      |
| 14       | Фані Фільйоен       | Maserati          | 71   | +9 кіл      |
| 15       | Карл Годін де Бофор | Cooper-Climax     | 71   | +9 кіл      |
| 16       | Джордж Каннелл      | Cooper-Chevrolet  | 70   | +10 кіл     |
| 17       | Білл Дженнінгс      | Jennings-Porsche  | 70   | +10 кіл     |
| 18       | Н. Пейн             | Lotus-Ford        | 69   | +11 кіл     |
| Схід     | Джон Лав            | Cooper-Maserati   |      |             |
| Схід     | Дон Філп            | Cooper-Climax     |      |             |
| Схід     | Тоні Коце           | Lotus             |      |             |
| Схід     | Вік Проктер         | Vic-Alfa Romeo    |      |             |
| Схід     | Ерні Пітерс         | Heron-Alfa Romeo  |      |             |
| Схід     | Вольфганг фон Тріпс | Lotus-Climax      |      | Запалювання |
| Схід     | Клайв Транделл      | Austin-Riley      |      | Двигун      |
| Джерело: |                     |                   |      |             |